# Petrignano
Petrignano is een plaats (frazione) in de Italiaanse gemeente Assisi. De plaats telt ongeveer 2500 inwoners.